# Pavel Fízek
Pavel Fízek (ur. 29 stycznia 1960) – czechosłowacki skoczek narciarski, pierwszy w historii złoty medalista mistrzostw świata juniorów w skokach narciarskich.
Pochodzi z Nydka
Zwyciężył w konkursie skoków rozegranym w 1977 roku na obiekcie Tremplin du Châble (K-87) w szwajcarskim Sainte-Croix, w ramach I Mistrzostw Świata Juniorów w Narciarstwie Klasycznym. Zdobył złoty medal, bezpośrednio wyprzedzając Matthiasa Buse z Niemieckiej Republiki Demokratycznej oraz Huberta Neupera z Austrii.
Po karierze zawodniczej był  trenerem skoków narciarskich. Na przełomie wieków prowadził kadrę Czech.
Jego syn Pavel także był skoczkiem narciarskim.

## Mistrzostwa świata juniorów
| Nr | Dzień     | Rok  | Miejscowość  | Skocznia           | Punkt K | HS | Skok 1 | Skok 2 | Nota      | Lok. | Strata | Zwycięzca |
| -- | --------- | ---- | ------------ | ------------------ | ------- | -- | ------ | ------ | --------- | ---- | ------ | --------- |
| 1. | 11 lutego | 1977 | Sainte-Croix | Tremplin du Châble | K-87    | –  | 82,5 m | 83,0 m | 231,0 pkt | 1.   | –      | –         |